# مانويل بلوم
مانويل بلوم (بالإنجليزية: Manuel Blum) ولد في 26 أبريل 1938 عالم حاسوب، اشتهر في مجال علم الحاسوب بمساهماته في نظرية التعقيد الحسابي وعلم التعمية، فاز بجائزة تورنغ في عام 1995.